# Corriere del Polesine
Il Corriere del Polesine è stato un quotidiano stampato a Rovigo dal 1890 al 1927.

## Storia
Fu fondato nel 1890 da Giovanni Battista Casalini per contrastare il movimento democratico che stava evolvendo verso il sindacalismo ed il socialismo. La sua diffusione si aggirò tra le 4000 e le 6000 copie (una nota prefettizia del 4 agosto 1921 attribuiva al quotidiano una tiratura giornaliera di circa 3000 copie).
Dal febbraio del 1893 al luglio del 1898 fu diretto da Alberto Bergamini, poi passato al Corriere della Sera, futuro fondatore nel 1901 de Il Giornale d'Italia ed entrato nella storia del giornalismo italiano per aver inventato la terza pagina. Il quotidiano sosteneva gli interessi degli agrari locali ed era spesso in polemica con il settimanale socialista La Lotta e con il settimanale cattolico diocesano Il Popolo, che successivamente mutò il nome in La Settimana.
Negli anni venti il quotidiano sostenne apertamente il Partito Nazionale Fascista.
Dal 1921 fu controllato da Enzo Casalini, nipote di Giovanni Battista.
Cessò le pubblicazioni nel 1927 per volontà dello stesso Casalini che fondò, al posto del Corriere, un nuovo quotidiano: La Voce del Mattino.